# نیک رادرفورد
نیک رادرفورد (انگلیسی: Nick Rutherford؛ زادهٔ ۷ اوت ۱۹۸۵) بازیگر، کمدین، نویسنده اهل ایالات متحده آمریکا است. وی از سال ۲۰۰۷ میلادی تاکنون مشغول فعالیت بوده‌است. وی همچنین برندهٔ جوایزی همچون جوایز امی ساعات پربیننده شده‌است.
او در فیلم ربات‌ها بازی کرده‌است.